# Kurumbalur
Kurumbalur è una suddivisione dell'India, classificata come town panchayat, di 11.124 abitanti, situata nel distretto di Perambalur, nello stato federato del Tamil Nadu. In base al numero di abitanti la città rientra nella classe IV (da 10.000 a 19.999 persone).

## Geografia fisica
La città è situata a 11° 13' 55 N e 78° 47' 28 E.

## Società

### Evoluzione demografica
Al censimento del 2001 la popolazione di Kurumbalur assommava a 11.124 persone, delle quali 5.538 maschi e 5.586 femmine. I bambini di età inferiore o uguale ai sei anni assommavano a 1.154, dei quali 577 maschi e 577 femmine. Infine, coloro che erano in grado di saper almeno leggere e scrivere erano 7.105, dei quali 3.978 maschi e 3.127 femmine.